# Metepedanulus
Metepedanulus is een geslacht van hooiwagens uit de familie Epedanidae.
De wetenschappelijke naam Metepedanulus is voor het eerst geldig gepubliceerd door Roewer in 1913. 

## Soorten
Metepedanulus omvat de volgende 2 soorten:
- Metepedanulus flaveolus
- Metepedanulus sarasinorum